# Jules-Victor Peyrusse
Pour les articles homonymes, voir Peyrusse (homonymie).
Jules-Victor Peyrusse, né le 21 mars 1831 à Traversères (Gers) et mort le 20 janvier 1917 à Traversères, est un homme politique français.

## Biographie
Propriétaire, maire de Traversères, conseiller général du canton de Saramon en 1863, il est député du Gers de 1876 à 1878 et de 1885 à 1893, inscrit au groupe bonapartiste de l'Appel au peuple.

## Sources
- « Jules-Victor Peyrusse », dans Adolphe Robert et Gaston Cougny, Dictionnaire des parlementaires français, Edgar Bourloton, 1889-1891 [détail de l’édition]
- « Jules-Victor Peyrusse », dans le Dictionnaire des parlementaires français (1889-1940), sous la direction de Jean Jolly, PUF, 1960 [détail de l’édition]